# If I Didn't Love You
If I Didn't Love You è un singolo dei cantanti statunitensi Jason Aldean e Carrie Underwood, pubblicato il 23 luglio 2021 come primo estratto dal decimo album in studio di Aldean. Il brano è stato candidato ai Grammy Awards nella categoria miglior interpretazione country di un duo o un gruppo.
Agli Academy of Country Music Awards il brano ha vinto come il migliore dell'anno, mentre il video correlato ha ottenuto due riconoscimenti ai CMT Music Award. Commercialmente il brano è divenuto l'esordio più alto nella  Hot Country Songs da parte di un duo composto da due artisti.

## Descrizione
Il brano, scritto da Tully Kennedy, John Morgan, Kurt Allison e Lydia Vaughan e prodotto da Micheal Knox, è composto in chiave di Do diesis maggiore ed ha un tempo di 92 battiti per minuto. Aldean ha raccontato la scelta di collaborare per la prima volta con Underwood e il processo di registrazione del brano:
(Jason Aldean)
Underwood ha raccontato a sua volta il significato della collaborazione a Good Morning America:
(Carrie Underwood)

## Video musicale
In concomitanza con l'uscita del singolo è stato reso disponibile un lyric video, che vede i due artisti registrare il brano in studio.

## Riconoscimenti
Grammy Award
- 2022 – Candidatura alla  miglior interpretazione country di un duo o un gruppo

Academy of Country Music Awards
- 2022 – Canzone dell'anno
- 2022 – Candidatura all'evento musicale dell'anno
- 2022 – Candidatura al video dell'anno

CMT Music Award
- 2022 – Video dell'anno
- 2022 – Video collaborativo dell'anno

## Tracce
Testi di Kurt Allison, Tully Kennedy, John Morgan e Lydia Vaughan, musiche di Michael Knox
1. If I Didn't Love You – 3:32

## Successo commerciale
Nella sua prima settimana If I Didn't Love You ha venduto 29 500 copie digitali e accumulato 9 milioni di riproduzioni streaming, esordendo alla 15ª posizione della Billboard Hot 100 e alla 2ª posizione della Hot Country Songs. In quest'ultima il brano è diventando il più alto esordio per un duetto tra un uomo e una donna nella storia della classifica, ed è inoltre divenuta la trentacinquesima canzone di Aldean e la trentesima di Underwood a posizionarsi tra le prime dieci nella classifica.

## Classifiche
| Classifica (2021) | Posizione massima |
| ----------------- | ----------------- |
| Canada            | 35                |
| Stati Uniti       | 15                |